# Sebastian Kraupp
Sebastian Kraupp (* 20. Mai 1985 in Stockholm) ist ein schwedischer Curler. 
Bei der Curling-Europameisterschaft 2009 in Aberdeen war Kraupp als Third im Team mit Skip Niklas Edin, Second Fredrik Lindberg, Lead Viktor Kjäll, Alternate Oskar Eriksson und  gewann die Goldmedaille. Die Round Robin hatte das Team als Dritter abgeschlossen. Das Page-Playoff-Spiel gewann man gegen Norwegen mit 6:3. Im Finale setzte man sich mit 6:5 gegen die Schweiz durch. 
Bei den Olympischen Winterspielen 2010 in Vancouver stand er mit seiner Mannschaft im kleinen Finale und spielte um die Bronzemedaille. Das Spiel um Platz 3 verlor er dieses Mal gegen das Schweizer Team um Skip Markus Eggler mit 4:5. 